# Post-Abortion-Syndrom
Mit dem Ausdruck Post-Abortion-Syndrom (PAS, von engl. „post abortion“ – „nach dem Schwangerschaftsabbruch“), sowie mit den Synonymen Post-Abortion-Stress (PAS) oder Post-Abortion-Stress-Syndrom (PASS), wird ein angebliches psychisch-emotionales Syndrom als Folge eines Schwangerschaftsabbruchs behauptet.
Das „Post-Abortion-Syndrom“ wird weder in der ICD der Weltgesundheitsorganisation noch im DSM der American Psychiatric Association als Störung klassifiziert. In der Wissenschaft ist die Existenz eines Post-Abortion-Syndroms nicht anerkannt.

## Entstehung des Begriffs und geschilderte Symptome
Der Begriff post-abortion syndrome wurde erstmals im Jahr 1981 von Vincent Rue in einer Aussage vor dem Kongress der Vereinigten Staaten verwendet. Rue ist ein Lebensrechtsaktivist, der zu dieser Zeit für die Pro-Life-Organisation Ramah-International arbeitete. 1992 konzeptualisierte er gemeinsam mit der Psychologin Anne Speckhard das „post-abortion syndrome“ als eine Variante der posttraumatischen Belastungsstörung, die sich infolge eines Schwangerschaftsabbruchs entwickele. Speckhard hatte zuvor in ihrer Dissertation eine Beschreibung des Syndroms entwickelt. Zu diesem Zweck interviewte sie 30 Frauen, die rekrutiert wurden, weil sie eine Abtreibung, die ein bis 25 Jahre zurücklag, als „extrem belastend“ bewerteten. Die Stichprobe war in ihrer Zusammensetzung untypisch: 46 % der interviewten Frauen hatten Abtreibungen im zweiten Trimenon, 4 % im dritten Trimenon und einige der Frauen hatten illegale Abtreibungen gehabt.
Die Symptome ähneln laut Rue und Speckhard denen von Kriegsveteranen. Die betroffenen Frauen erleben Depression, Schuldgefühle, Trauer, Scham und Ärger. Außerdem komme es zu Flashbacks, Leugnen und Drogenmissbrauch, so Rue und Speckhard.
Verwendet wird der Begriff Post-Abortion-Syndrome vor allem in der politischen Debatte um Schwangerschaftsabbrüche in den Vereinigten Staaten. Lebensrechtsaktivisten und Anhänger der religiösen Rechten benutzen die Bezeichnung, um eine Reihe negativer Reaktionen Schwangerschaftsabbrüchen zuzuschreiben. In den 1980er Jahren behaupteten Abtreibungsgegner in den USA vermehrt die Existenz des PAS. In diesem Klima ließ der damalige Präsident der Vereinigten Staaten Ronald Reagan von seinem Surgeon General of the United States, C. Everett Koop, Daten zusammentragen und einen offiziellen Bericht vorlegen, dass Schwangerschaftsabbruch eine Gefahr für die Gesundheit von Frauen darstellt. Koop, der als bekannter Abtreibungsgegner zum Surgeon General ernannt worden war, führte eine systematische Untersuchung zu den psychischen Folgen von Abtreibung durch, stellte jedoch fest, dass es nicht genug wissenschaftliche Nachweise gab, um einen Zusammenhang zwischen Abtreibung und psychischen Störungen anzunehmen.
In vielen sogenannten Crisis Pregnancy Centers, die von religiösen und Lebensrechtsaktivisten in den USA ins Leben gerufen wurden, wird das „Post-Abortion-Syndrom“ neben Brustkrebs und Unfruchtbarkeit als ein Risiko von Schwangerschaftsabbruch dargestellt.

## Wissenschaftlicher Status
Weder das medizinische Diagnoseschema ICD-10 noch das psychologisch-psychiatrische Diagnoseschema DSM-5 kennen ein „Post-Abortion-Syndrom“. Es wird von keiner medizinischen oder psychiatrischen Vereinigung als ein echtes Syndrom anerkannt. Auch in der Beschreibung der Auslöser für eine posttraumatische Belastungsstörung wird der Schwangerschaftsabbruch von der American Psychiatric Association nicht aufgeführt.
Eine Arbeitsgruppe der American Psychological Association untersuchte alle seit 1989 auf Englisch publizierten Studien zu Abtreibung und möglichen Folgen. Die Ergebnisse wurden 2008 in einem Bericht veröffentlicht und 2009 aktualisiert. Die Arbeitsgruppe kam zu dem Schluss, dass unter erwachsenen Frauen, die ungewollt schwanger sind, das relative Risiko für mentale Gesundheitsprobleme nicht größer ist, wenn sie eine einmalige Abtreibung innerhalb der ersten drei Monate durchführen lassen oder das Baby austragen. Risikofaktoren für die Entwicklung psychischer Störungen nach einem Schwangerschaftsabbruch seien nicht der Eingriff selbst, sondern die wahrgenommene Stigmatisierung, die Notwendigkeit, den Schwangerschaftsabbruch geheim zu halten, eine geringe soziale Unterstützung für die Entscheidung, ein niedriges Selbstwertgefühl, verleugnende und vermeidende Bewältigungsstrategien und vor allem vorangegangene psychische Probleme. In einer systematischen Übersichtsarbeit kamen Experten des National Collaborating Centre for Mental Health, ein zum britischen National Health Service gehörendes Zentrum, im Dezember 2011 ebenfalls zu dem Ergebnis, dass Abtreibung das Risiko für die Entwicklung psychischer Störungen nicht erhöht. Diesen Ergebnissen zufolge hängt für eine ungewollt schwangere Frau das Risiko psychischer Störungen nicht davon ab, ob sie sich letztendlich dafür entscheidet, eine Abtreibung vornehmen zu lassen, oder dafür, das Kind auszutragen.
Eine amerikanische Studie kam zu dem Ergebnis, dass ein Schwangerschaftsabbruch bei betroffenen Frauen weniger starke Gefühle auslöst als oftmals angenommen. Es dominieren zunächst positive Gefühle nach einem solchen Eingriff, die wie die negativen Gefühle jedoch rasch nachlassen.
Weitere Review-Artikel bestätigen, dass es keinen ausreichenden Beleg für einen kausalen Zusammenhang zwischen psychischen Störungen und Schwangerschaftsabbruch gibt. Insgesamt wurde die Qualität einzelner Studien als unterdurchschnittlich beurteilt. Hochklassige Untersuchungen sind selten und zeigen konsistent, dass ein Schwangerschaftsabbruch keine oder nur sehr wenige Konsequenzen hat. Demgegenüber berichten Untersuchungen mit den größten methodologischen Mängeln über negative Folgen. Methodologische Mängel beinhalten unter anderem schlechte Auswahl der Stichprobe und der Vergleichsgruppe, ungenügende Kontrolle von Störvariablen, unangemessene statistische Analyse und Fehler in der Interpretation einschließlich Fehlzuschreibung kausaler Effekte. Außerdem ist Desinformation über Abtreibung weit verbreitet: Daten werden manipuliert, falsch zitiert oder ignoriert und das Zitieren aus nicht peer-reviewten Artikeln ist üblich.
Einige Forscher sind der Ansicht, dass das „Post-Abortion-Syndrom“ und die Behauptung, dass ein Schwangerschaftsabbruch negative Folgen für die psychische Gesundheit von Frauen hat, eine neue Strategie von Lebensrechtsaktivisten ist, um Abtreibungen zu kriminalisieren. Soziologen kamen zu dem Schluss, das Syndrom ermögliche es Lebensrechtsaktivisten, die Abtreibungserfahrung von Frauen zu psychologisieren und alternative Konstruktionen der Erfahrung zu unterminieren.
Mitunter wird die These aufgestellt, das PAS würde trotz Einwänden von Medizinern und Forschern zunehmend in politischen Entscheidungen auf Bundes- und Staatenebene in den Vereinigten Staaten berücksichtigt. So sind in einigen Bundesstaaten der Vereinigten Staaten, z. B. in South Dakota, Ärzte rechtlich dazu verpflichtet, ihren Patientinnen zu sagen, dass ein Schwangerschaftsabbruch das Risiko für Depression und Suizid erhöhe, obwohl eine Vielzahl der Forschungsergebnisse diese Risiken nicht bestätigt.
Durch dieses Gesetz würde laut Kritikern medizinisches Personal dazu angehalten, Fehlinformation zu verbreiten; es zwinge Ärzte dazu, ihre Pflicht zu verletzen, eine wirklich informierte Einwilligung einzuholen. Dabei stützen sich derartige Gesetze allerdings nicht voranging auf Behauptungen des PAS, sondern z. B. auf eine Langzeitstudie aus den USA, die in einem Zeitraum von 13 Jahren zu dem Ergebnis kam, dass das Risiko Depressionen, oder Suizidgedanken, sowie Suchterkrankungen zu erleiden nach einem Schwangerschaftsabbruch signifikant erhöht ist. Der Abschlussbericht der American Psychological Association von 2008, in dem der Großteil aller seit 1989 bis dahin erfolgten Studien untersucht wurden, kommt zwar zu der Einschätzung, dass für freiwillige Schwangerschaftsabbrüche kein auffällig erhöhtes Risiko einer psychischen Belastung besteht. Jedoch identifizierten die Forscher 17 Risikofaktoren, die eine psychische Belastung im Zusammenhang mit einem Schwangerschaftsabbruch begünstigen.